# 고토 마사아키
고토 마사아키(일본어: 後藤 雅明, 1994년 5월 24일~)는 일본의 축구 선수이다.

## 구단 경력
그는 2017년 J2리그의 쇼난 벨마레에 입단했다. 2017년 J2리그 우승으로 J1리그로 승격했다. 2019년 J2리그의 츠바이겐 가나자와로 임대 이적했다. 2020년 쇼난 벨마레로 복귀했다. 2021년 츠바이겐 가나자와로 이적했다. 2022년 몬테디오 야마가타로 이적했다. 2024년까지 118경기에 출전. 2025년 V-파렌 나가사키로 이적했다.